# 국가공인민간자격
국가공인민간자격(國家公認民間資格)은 대한민국 정부가 민간에서 운영하는 자격을 공인하는 제도이다.
2024년 기준 자격 종목은 96개이며, 운영되고 있는 기관은 59개이다.

## 공인 기준
- 국가직무능력표준에의 부합할 것
- 자격체제에의 부합할 것
- 교육훈련과정과의 연계할 것
- 산업계 수요에의 부응할 것
- 평생학습·능력중심사회 정착에 기여할 것
- 자격 간의 호환성과 국제적 통용성을 확보할 것
- 신청일 현재 1년 이상 시행된 것으로서 3회 이상의 자격 검정 실적이 있을 것
- 관련 국가 자격이 있는 경우에는 해당 민간 자격의 검정 기준·검정 과목 및 응시 자격 등 검정수 준이 관련 국가 자격과 동일하거나 이에 상당하는 수준일 것

## 참고 문헌
- “민간자격국가공인제도”. 《민간자격정보서비스》. 한국직업능력연구원 자격센터.

## 같이 보기
- 국가전문자격
- 국가기술자격
- 등록민간자격
- 민간자격